# Dianthus godronianus
Espèce
Dianthus godronianus est une espèce de plantes à fleurs de la famille Caryophyllaceae. 